# Elecciones provinciales de Santiago del Estero de 1951
Las elecciones generales de la provincia de Santiago del Estero de 1951 tuvieron lugar el 11 de noviembre del mencionado año con el objetivo de renovar las autoridades provinciales para el período 1952-1956. Se realizaron al mismo tiempo que las elecciones presidenciales y elecciones legislativas a nivel nacional. El resultado fue una arrolladora victoria para Francisco Javier González, candidato del Partido Peronista, que obtuvo el 78,72% de los votos contra el solo 12,41% de la Unión Cívica Radical, el 7,71% del Unión Cívica Radical Unionista (que en las elecciones nacionales apoyó a Ricardo Balbín) y el 1,15% del Partido Comunista. La participación electoral fue del 77.05% del electorado registrado.
González asumió el 4 de junio, pero no completó su mandato constitucional debido a que fue depuesto por una intervención federal realizada por el presidente Juan Domingo Perón el 4 de marzo de 1955, tan solo unos meses antes del golpe de Estado que derrocaría al gobierno peronista.

## Resultados

### Gobernador
|  | 78,72 % |

|  | 12,41 % |

|  | 7,71 % |

|  | 1,15 % |

|  | 98,67 % |

|  | 1,26 % |

|  | 0,07 % |

|  | 100 % |

### Cámara de Diputados
|  | 78,65 % |

|  | 12,47 % |

|  | 7,71 % |

|  | 1,17 % |

|  | 98,66 % |

|  | 1,27 % |

|  | 0,07 % |

|  | 100 % |